# Tout pour l'oseille
Pour plus de détails, voir Fiche technique et Distribution.
Tout pour l'oseille est un film français réalisé par Bertrand Van Effenterre, sorti en 2004.

## Synopsis
Charlie, petit escroc est en couple avec Prune.
Mais, alors que rien ne va plus entre eux, il est contacté par son ami Frédéric, séducteur-artiste-peintre-maudit qui lui rappelle qu'il lui doit de l'argent.
Prune trouve une solution : femme de ménage dans une association, elle observe, un soir, son patron, Patrick Croissard, placer une grosse somme d'argent dans le coffre. L'argent, la solution à tous leurs problèmes ! 
Elle convainc alors Charlie et son frère Paulo, un homme « limité » en proie à des accès de violence, d'organiser le cambriolage de l'association. 
Mais avec ce quatuor improbable, rien ne va se passer comme prévu… 

## Fiche technique
- Titre français : Tout pour l'oseille
- Réalisation : Bertrand Van Effenterre
- Scénario : Bertrand Van Effenterre et Pierre Haïm
- Photographie : Bruno Privat
- Montage : Lisa Pfeiffer
- Musique : Jorge Arriagada
- Production : Jacques Fansten et Bertrand Van Effenterre
- Pays d'origine :  France
- Format : couleur
- Genre : comédie
- Date de sortie : 2004

## Distribution
- Sylvie Testud : Prune
- Bruno Putzulu : Charlie
- Laurent Lucas : Paulo
- Patrick Braoudé : Patrick Croissard
- Alexia Portal : Marion
- Thomas Jouannet : Frédéric
- Christophe Alévêque : Antoine
- Viktor Lazlo : Roselyne
- Fabienne Saint-Pierre : Isabelle
- Dominique Frot : La femme de la mairie
- Victor Haïm : L'huissier
- Jean-Claude Bolle-Reddat : Le commissaire
- Bertrand Milliot : Le commissaire adjoint
- Moussa Sanogo : Moïse
- Eugène Saccomano : (voix)